# Liste des législatures santoméennes
À Sao Tomé-et-Principe, la première législature débute le 12 décembre 1975, jour de l'instauration de l'Assemblée nationale. Elle succède à l'éphémère Assemblée constituante, mise en place en 1973, deux ans avant l'indépendance de l'ancienne colonie portugaise, le 12 juillet 1975.
L'actuelle législature, la XIIe, s'est ouverte le 8 novembre 2022 après des élections législatives. Elle est présidée par Celmira Sacramento.
| No                     | Diagramme | Élections              | Début                  | Fin                    | Majorité                                                                                  | Majorité | Président              | Président                 |
| Assemblée constituante | Assemblée constituante                                                                                            | Assemblée constituante | Assemblée constituante | Assemblée constituante | Assemblée constituante                                                                    | Assemblée constituante | Assemblée constituante | Assemblée constituante    |
| ---------------------- | --- | ---------------------- | ---------------------- | ---------------------- | ----------------------------------------------------------------------------------------- | --- | ---------------------- | ------------------------- |
| -                      | | mars 1973              | 1973                   | juillet 1975           |                                                                                           | |                        |                           |
| -                      | | juillet 1975           | juillet 1975           | 5 novembre 1975        |                                                                                           | Mouvement pour la libération de Sao Tomé-et-Principe                                                                                          |                        | Nuno Xavier Daniel Dias   |
| -                      | Guilherme do Sacramento Neto                                                                                      | juillet 1975           | juillet 1975           | 5 novembre 1975        |                                                                                           | Mouvement pour la libération de Sao Tomé-et-Principe                                                                                          |                        |                           |
| Assemblée nationale    | |                        |                        |                        |                                                                                           | |                        |                           |
| Ire                    | | juillet 1975           | 12 décembre 1975       | 12 mai 1980            |                                                                                           | Mouvement pour la libération de Sao Tomé-et-Principe                                                                                          |                        | Leonel Mário d'Alva       |
| IIe                    | | mai 1980               | 12 mai 1980            | 30 septembre 1985      | Alda do Espírito Santo                                                                    | Mouvement pour la libération de Sao Tomé-et-Principe                                                                                          |                        |                           |
| IIIe                   | | septembre 1985         | 30 septembre 1985      | 2 mars 1991            | Alda do Espírito Santo                                                                    | Mouvement pour la libération de Sao Tomé-et-Principe                                                                                          |                        |                           |
| IVe                    | | janvier 1991           | 2 mars 1991            | 16 novembre 1994       |                                                                                           | Parti de convergence démocratique – Groupe de réflexion                                                                                       |                        | Leonel Mário d'Alva       |
| Ve                     | | octobre 1994           | 16 novembre 1994       | 2 janvier 1999         |                                                                                           | Mouvement pour la libération de Sao Tomé-et-Principe – Parti social-démocrate                                                                 |                        | Francisco Fortunato Pires |
| VIe                    | | novembre 1998          | 2 janvier 1999         | 18 janvier 2002        |                                                                                           | Mouvement pour la libération de Sao Tomé-et-Principe – Parti social-démocrate                                                                 |                        | Francisco Fortunato Pires |
| VIIe                   | | mars 2002              | 18 avril 2002          | 18 mai 2006            |                                                                                           | Aucune majorité (2002-2004) | Dionísio Dias          |                           |
| VIIe                   | Mouvement pour la libération de Sao Tomé-et-Principe – Parti social-démocrate et Action démocratique indépendante | mars 2002              | 18 avril 2002          | 18 mai 2006            |                                                                                           | | Dionísio Dias          |                           |
| VIIIe                  | | mars-avril 2006        | 18 mai 2006            | 11 septembre 2010      |                                                                                           | Coalition Mouvement pour les forces de changement démocratique - Parti de convergence démocratique                                            |                        | Francisco da Silva        |
| VIIIe                  | Arzemiro dos Prazeres                                                                                             | mars-avril 2006        | 18 mai 2006            | 11 septembre 2010      |                                                                                           | Coalition Mouvement pour les forces de changement démocratique - Parti de convergence démocratique                                            |                        |                           |
| IXe                    | | août 2010              | 11 septembre 2010      | 10 septembre 2014      |                                                                                           | Action démocratique indépendante |                        | Evaristo Carvalho         |
| IXe                    | | août 2010              | 11 septembre 2010      | 10 septembre 2014      | Mouvement pour la libération de Sao Tomé-et-Principe et Parti de convergence démocratique | | Alcino Pinto           |                           |
| Xe                     | | octobre 2014           | 22 novembre 2014       | 22 novembre 2018       |                                                                                           | Action démocratique indépendante |                        | José da Graça Diogo       |
| XIe                    | | octobre 2018           | 22 novembre 2018       | 8 novembre 2022        |                                                                                           | Mouvement pour la libération de Sao Tomé-et-Principe – Parti social-démocrate et coalition Parti de convergence démocratique - Union MDFM-UDD |                        | Delfim Neves              |
| XIIe                   | | octobre 2022           | 8 novembre 2022        | en cours               |                                                                                           | Action démocratique indépendante |                        | Celmira Sacramento        |